# Zjednoczenie Mieszczańskie
Zjednoczenie Mieszczańskie – centrowe ugrupowanie polityczne utworzone na Sejmie Ustawodawczym we wrześniu 1919 roku przez Aleksandra Henryka de Rosseta. Powstało z tzw. Polskiej Partii Postępowej. Składało się z dawnych członków sejmowego Związku Ludowo-Narodowego, którzy wystąpili z ZLN, gdy przekonali się, iż nie zamierza on bronić miast, rzemiosł i rzemieślników.
Zjednoczenie Mieszczańskie głosiło, że jako szczerze postępowe ugrupowanie pragnie „prowadzić naród szeroką drogą rozwoju, wykwitłego z macierzystego pnia jego przeszłości i jego świetnych dziejowych czynów”. Popierało prace Związku Miast. Dążyło do zwiększenia wpływu miasta na życie polityczne w kraju, przez zwiększenie przedstawicielstwa miast w Sejmie, Senacie i Sejmikach oraz do uświadomienia społeczeństwu, że rozwój i przyszłość kraju polega na wzroście miast i dobrobycie ludności miejskiej. Działalność kulturalną opierało na tradycyjnych więzach narodu polskiego z Kościołem katolickim, opowiadało się za obowiązkowym, powszechnym i bezpłatnym nauczaniem elementarnym.
Prowadziło politykę chwiejną, łącząc się zarówno ze stronnictwami socjalistycznymi, jak i stronnictwami narodowymi.
Organami prasowymi Zjednoczenia Mieszczańskiego były: „Gazeta Poznańska” i „Głos Mieszczański”, tygodnik wychodzący w Krakowie.

## Członkowie Zjednoczenia Mieszczańskiego na Sejmie Ustawodawczym
- Aleksander Henryk de Rosset, prezes
- Kazimierz Krajna, wiceprezes
- Tadeusz Mścisław Dymowski
- Piotr Lasota
- ks. Stanisław Maciejewicz
- Adolf Suligowski
- Teodor Szybiłło
- Adolf Świda
- Aleksander Thomas
- Ignacy Thomas
- Wacław Tomaszewski
- Julian Wróblewski
- Kazimierz Żero